# Megachile luteohirta
Megachile luteohirta är en biart som beskrevs av Pasteels 1973. Megachile luteohirta ingår i släktet tapetserarbin, och familjen buksamlarbin. Inga underarter finns listade i Catalogue of Life.